# Otoño

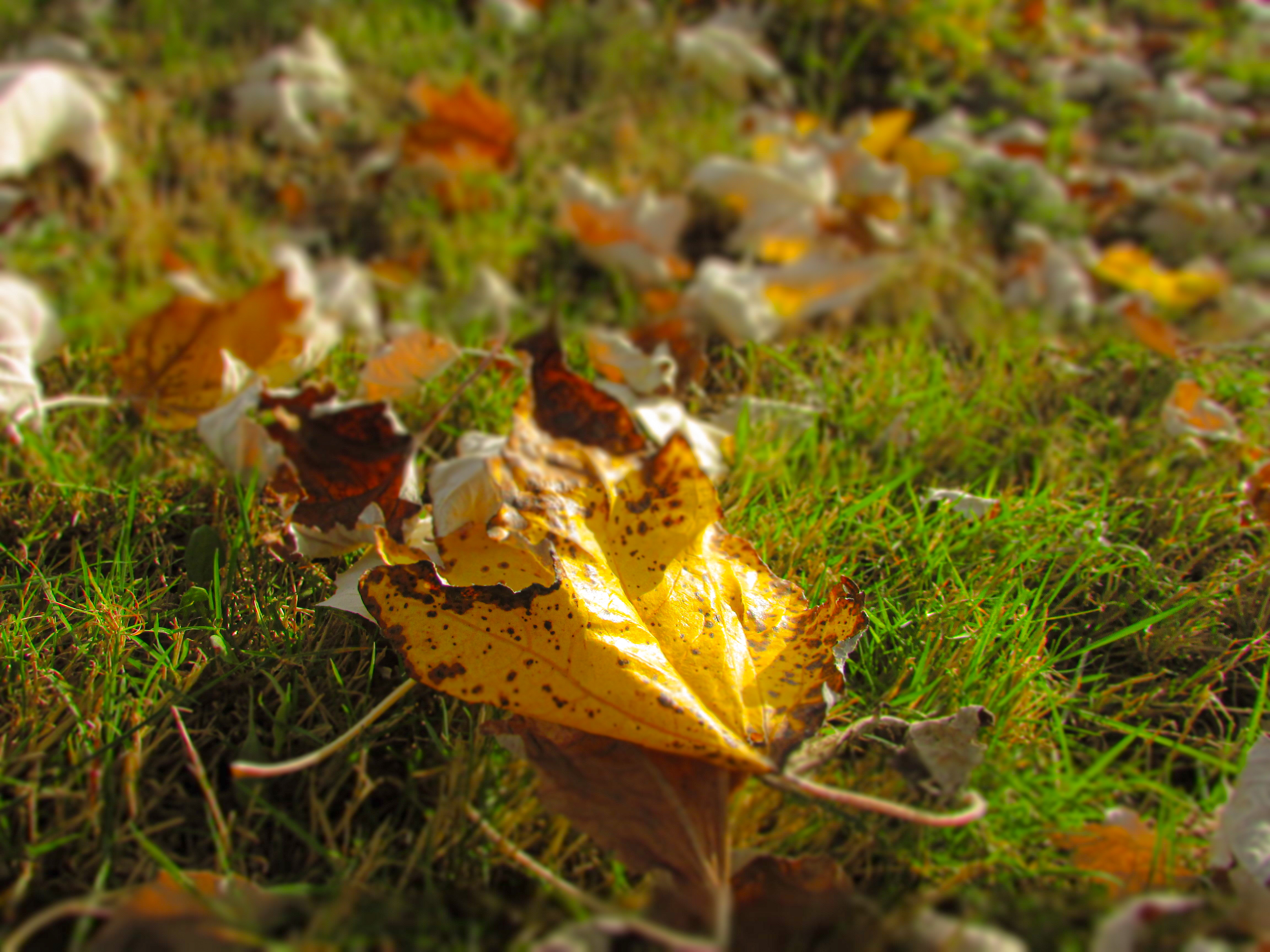
Hojas secas, características de la estación, en Curanilahue, Chile

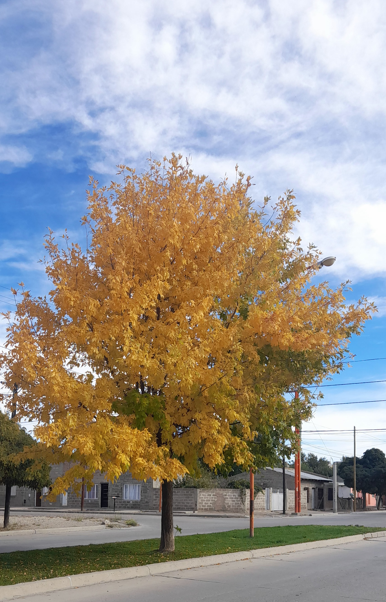
Árbol en otoño. Zapala, Neuquén, Argentina.

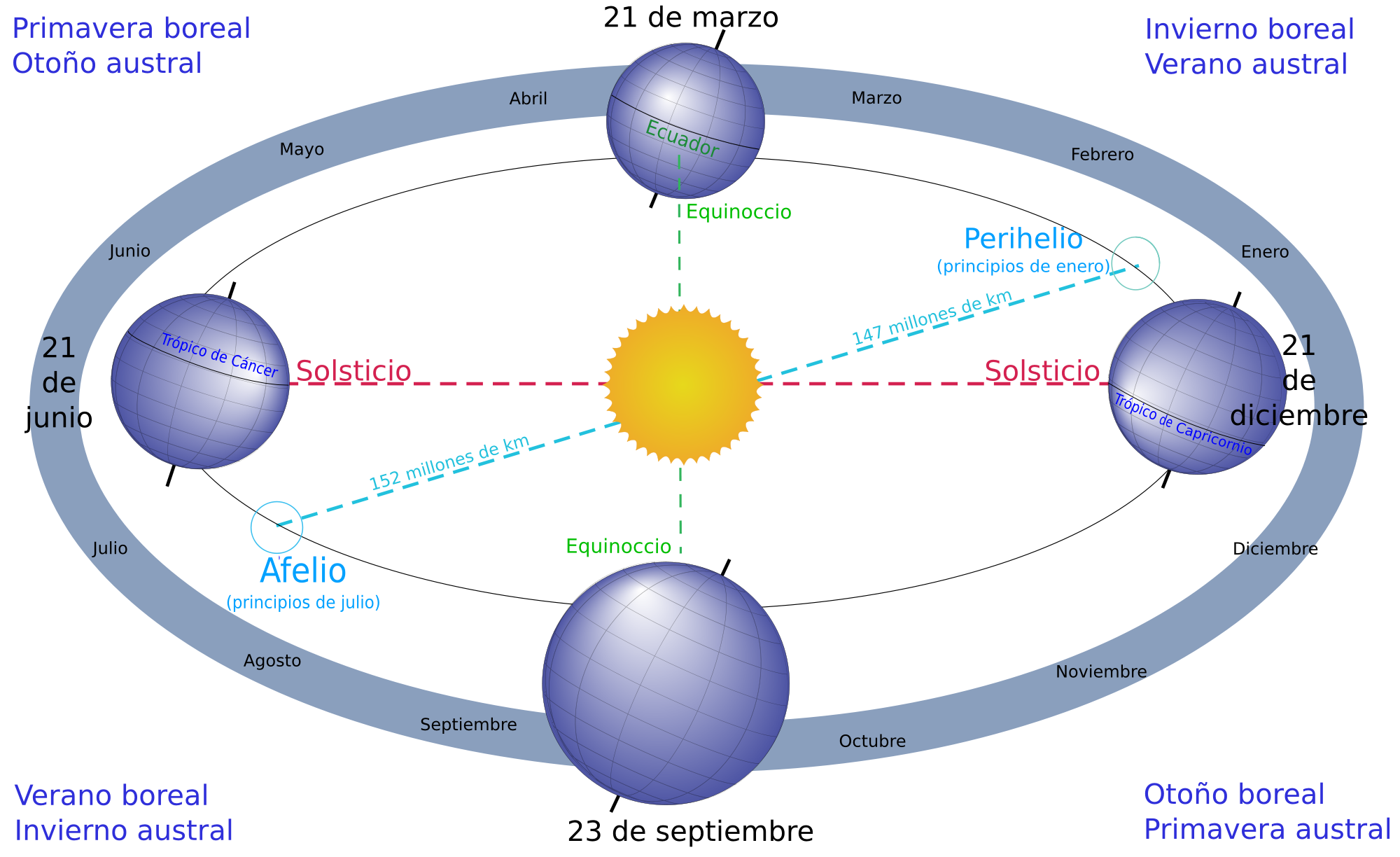
Esquema a modo ilustrativo de las estaciones del año.

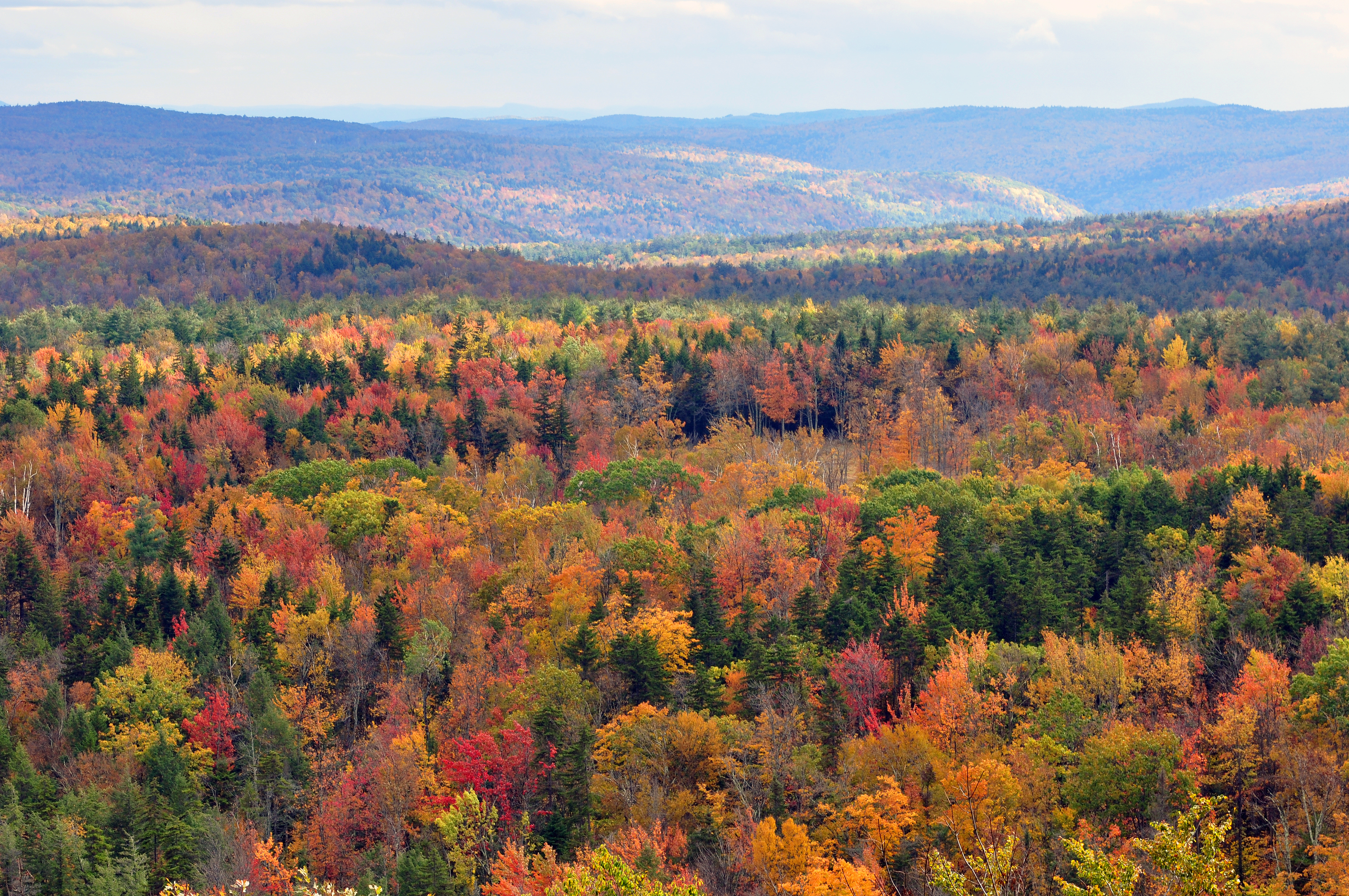
Follaje otoñal visto desde la montaña Hogback, en Wilmington (Vermont, Estados Unidos).

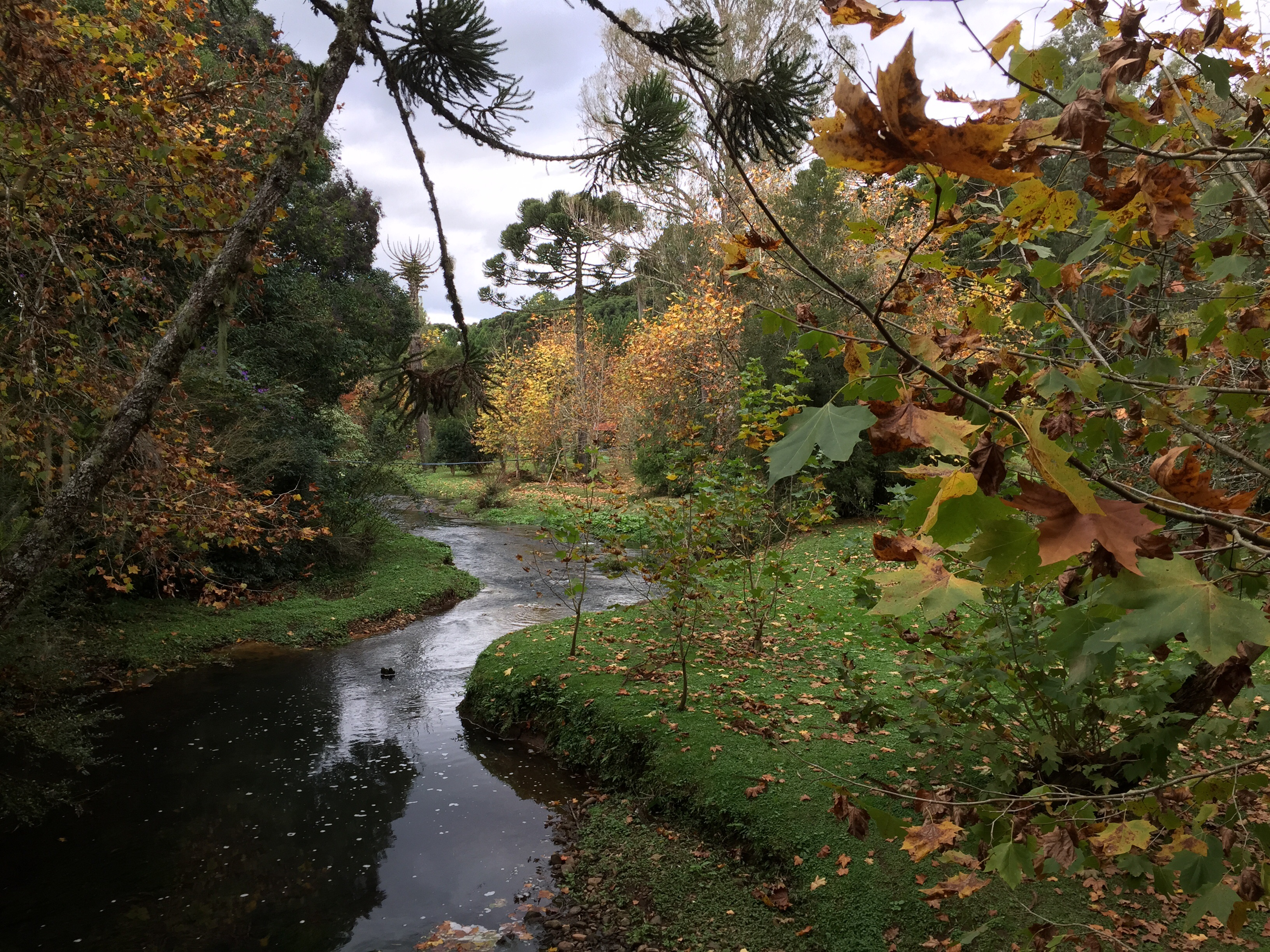
Otoño en Brasil.

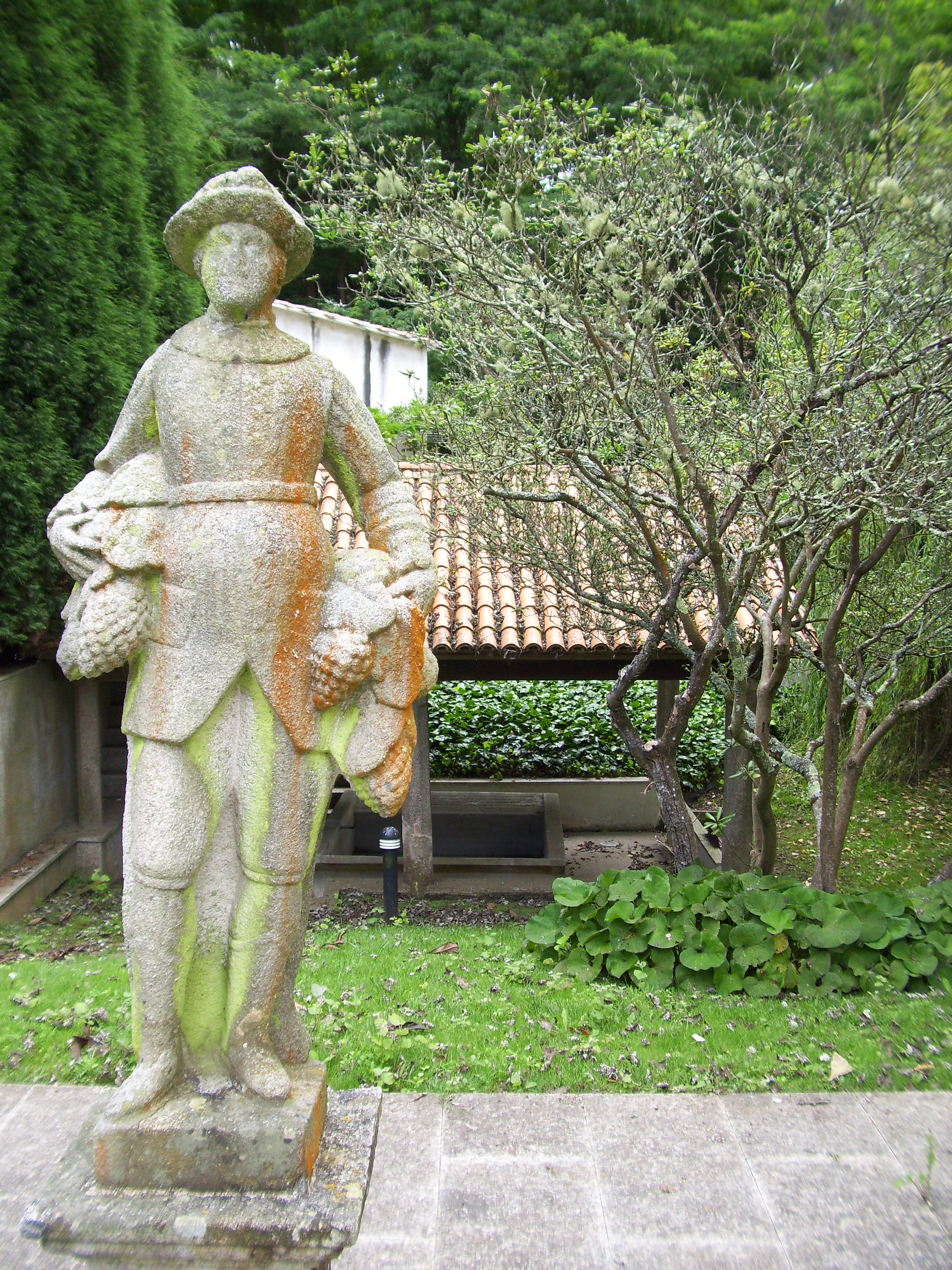
Estatua alegórica del otoño en el señorío de pazo de Lóngora (Liáns, Oleiros, España).

El otoño es una de las cuatro estaciones del año de las zonas templadas (subsigue al verano y antecede al invierno), y de las dos estaciones de la zona intertropical.
Astronómicamente comienza con el equinoccio de otoño (alrededor del 22 o 23 de septiembre en el hemisferio norte y del 20 o 21 de marzo en el hemisferio sur) y termina con el solsticio de invierno (alrededor del 21 o 22 de diciembre en el hemisferio boreal y del 20 o 21 de junio en el hemisferio austral). En la zona intertropical boreal comienza el 22 o 23 de septiembre hasta el 19 o 20 de marzo y en la zona intertropical austral va desde el 19 o 20 de marzo hasta el 22 o 23 de septiembre, abarcando nueve meses. Fuera de la zona intertropical, esta estación se suele asociar a un período de transición meteorológica, de temperatura suave relativamente y opuesto a la primavera, conocido como «entretiempo».
Sin embargo, habitualmente se conoce como otoño al período que comprende los meses de septiembre, octubre y noviembre en el hemisferio norte y marzo, abril y mayo en el hemisferio sur.
Durante el siglo XXI los cambios en las condiciones climáticas y atmosféricas causados por el calentamiento global han generado alteraciones en los cambios estacionarios, incluido el tránsito del verano al otoño.
Lo perteneciente o relativo al otoño, y lo propio del mismo, se conoce como «otoñal» o «autumnal».

## Etimología
Su nombre proviene del latín «autumnus», vocablo que se ha vinculado a la raíz «augeo-», «aumentar». De este modo, los etimologistas latinos explicaban la palabra como «auctus (participio pasado de augeo) annus»: el aumento o la plenitud del año. Puede ser comparada así con el término castellano «auge», que proviene de idéntica raíz. Otros autores, como Breyer y Ernout-Meillet, vinculan la palabra latina «autumnus» con la raíz etrusca «autu-», que implica la idea del cambio, y aparece también en el nombre de la divinidad etrusca Vertumno, quien —entre otras funciones— predecía el cambio de las estaciones.
La palabra otoño ( /ˈɔːtəm/) deriva del latín autumnus, arcaico auctumnus, posiblemente de la antigua raíz etrusca autu- y tiene en sí connotaciones de paso del año. Otras etimologías alternativas pueden ser el protoindoeuropeo *h₃ewǵ- ("frío") o *h₂sows- ("seco").
Después de la época griega, la palabra siguió usándose como la palabra del francés antiguo autompne  (automne en francés moderno) o autumpne en inglés medio, y más tarde se normalizó al latín original. En el período medieval existen raros ejemplos de su uso, ya en el siglo XII, pero durante el XVI era de uso común.
Antes del siglo XVI, cosecha era el término que se utilizaba habitualmente para referirse a la estación, como es común en otras lenguas germánicas occidentales hasta nuestros días (cf. Neerlandés herfst, alemán Herbst, y escocés hairst). Sin embargo, a medida que más personas pasaron de trabajar la tierra a vivir en ciudades, la palabra cosecha perdió su referencia a la época del año y pasó a referirse únicamente a la actividad real de cosechar, y otoño, así como otoño, comenzaron a sustituirla como referencia a la estación.
En inglés, la palabra alternativa fall para la estación remonta sus orígenes a las antiguas lenguas germánicas. La derivación exacta no está clara, con el Old English fiæll o feallan y el Old Norse fall como posibles candidatos. Sin embargo, todas estas palabras tienen el significado de "caer desde una altura" y se derivan claramente de una raíz común o entre sí. El término pasó a designar la estación en la Inglaterra del siglo XVI, una contracción de expresiones del inglés medio como "caída de la hoja" y "otoño del año". Compárese el origen de Primavera de "primavera de la hoja" y "primavera del año".
Durante el siglo XVII, los ingleses empezaron a emigrar a las nuevas colonias norteamericanas, y los colonos se llevaron consigo la lengua inglesa. Mientras que el término autumn fue quedando casi obsoleto en Gran Bretaña, se convirtió en el más común en Norteamérica. El nombre backend, un nombre antaño común para la estación en el norte de Inglaterra, ha sido hoy sustituido en gran medida por el nombre autumn.

## Ocurrencia
Algunas culturas consideran que el equinoccio de otoño es la «mitad del otoño», mientras que otras con un mayor desfase de temperatura tratan el equinoccio como el comienzo del otoño. En el mundo anglosajón de los países de alta latitud, el otoño comenzaba tradicionalmente con el día de Lammas y terminaba alrededor de Halloween, los puntos medios aproximados entre el pleno verano, el equinoccio de otoño y el pleno invierno. Los meteorólogos (y en Australia y la mayoría de los países templados del hemisferio sur) utilizan una definición basada en los meses del calendario gregoriano, siendo el otoño septiembre, octubre y noviembre en el hemisferio norte, y marzo, abril y mayo en el hemisferio sur.
En los países de mayor latitud del hemisferio norte, el otoño comienza tradicionalmente con el equinoccio de septiembre (del 21 al 24 de septiembre) y termina con el solsticio de invierno (21 o 22 de diciembre). La cultura popular de Estados Unidos asocia el Labor Day (Día del Trabajo), el primer lunes de septiembre, como el fin del verano y el comienzo del otoño; después de esa fecha se desaconsejan ciertas tradiciones veraniegas, como vestir de blanco. A medida que las temperaturas diurna y nocturna disminuyen, los árboles cambian de color y luego se desprenden de sus hojas.
En Irlanda los meses de otoño, según el servicio meteorológico nacional, Met Éireann, son septiembre, octubre y noviembre. Sin embargo, según el calendario irlandés, que se basa en las antiguas tradiciones gaélicas, el otoño se prolonga durante los meses de agosto, septiembre y octubre, o posiblemente unos días después, según la tradición. En el idioma irlandés, septiembre se conoce como Meán Fómhair («mitad del otoño») y octubre como Deireadh Fómhair («final del otoño»).
Según el sistema tradicional de términos solares de Asia Oriental, el otoño comienza alrededor del 8 de agosto y termina alrededor del 7 de noviembre. 
En Venezuela se considera que el periodo otoñal es desde el 22 de septiembre hasta el 19 de marzo
Los persas celebran el comienzo del otoño como Mehregan en honor al dios Mitra (Mehr).

## Asociaciones

### Cosecha
La asociación con la transición del tiempo cálido al frío —entretiempo— y su condición de estación de la cosecha primaria han dominado sus temas e imágenes populares. En las culturas occidentales, las personificaciones del otoño suelen ser mujeres guapas y bien alimentadas, adornadas con frutas, verduras y cereales que maduran en esta época. Muchas culturas celebran fiestas de la cosecha otoñales, a menudo las más importantes de sus calendarios.
Todavía se conservan ecos de estas celebraciones en la fiesta de Acción de Gracias otoñal de Estados Unidos y Canadá, y en la fiesta judía de Sucot, que tiene sus raíces en la fiesta de la cosecha de la luna llena de los "tabernáculos" (vivir en cabañas al aire libre en la época de la cosecha). También están los numerosos festivales que celebran los pueblos indígenas de América relacionados con la cosecha de alimentos maduros recolectados en la naturaleza, el festival chino del Medio Otoño o festival de la Luna, y muchos otros. En estas celebraciones otoñales predomina una alegría por los frutos de la tierra mezclada con cierta melancolía ligada a la inminente llegada de las inclemencias del tiempo.
Esta visión se presenta en el poema del poeta inglés John Keats Al otoño, donde describe la estación como una época de abundante fecundidad, un tiempo de "melosa fecundidad".
En Norteamérica, aunque la mayoría de los alimentos se cosechan durante el otoño, entre los que suelen asociarse a esta estación se encuentran las calabazas (que forman parte integral tanto de Acción de Gracias como de Halloween) y las manzanas, que se utilizan para elaborar la bebida de temporada  sidra de manzana.

### Melancolía

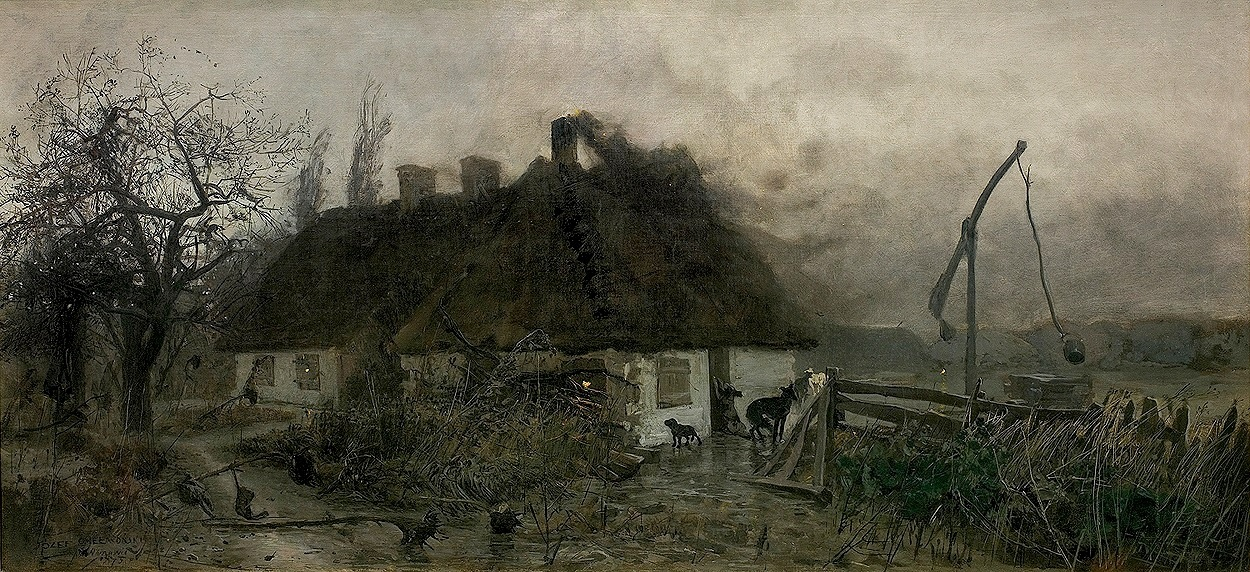
"Jesień" (Otoño) Józef Chełmoński Pintura al óleo de 1875 que presenta una vista típica del campo polaco en otoño durante

El otoño, especialmente en poesía, se ha asociado a menudo con la melancolía. Las posibilidades y oportunidades del verano han desaparecido, y el frío del invierno se vislumbra en el horizonte. Los cielos se vuelven grises, la cantidad de luz diurna utilizable disminuye rápidamente y muchas personas se repliegan sobre sí mismas, tanto física como mentalmente. Se la ha calificado de estación malsana.
Ejemplos similares pueden encontrarse en el poema del poeta irlandés W.B. Yeats Los cisnes salvajes de Coole donde la estación de maduración que observa el poeta representa simbólicamente su propio envejecimiento. Al igual que el mundo natural que observa, él también ha llegado a la flor de la vida y ahora debe esperar la llegada inevitable de la vejez y la muerte. La Chanson d'automne ("Canción de otoño") del poeta francés Paul Verlaine también se caracteriza por un fuerte y doloroso sentimiento de tristeza. Keats en To Autumn, escrita en septiembre de 1819, se hace eco de este sentimiento de reflexión melancólica, pero también hace hincapié en la exuberante abundancia de la estación. La canción "Hojas de otoño", basada en la canción francesa "Les Feuilles mortes", utiliza el ambiente melancólico de la estación y el final del verano como metáfora del estado de ánimo al separarse de un ser querido.

### Halloween
El otoño se puede asociar con Halloween (influenciado por Samhain, un festival celta de otoño), y con ello una amplia campaña de marketing que lo promociona. El pueblo celta también aprovechaba esta época para celebrar la cosecha con un tiempo de fiesta. Al mismo tiempo, sin embargo, era también una celebración de la muerte. Los cultivos fueron cosechados, el ganado fueron sacrificados, y el invierno se acercaba.
Halloween, el 31 de octubre, se celebra en otoño en el hemisferio norte. Las empresas de televisión, cine, libros, disfraces, decoración del hogar y confitería aprovechan esta época del año para promocionar productos estrechamente relacionados con dicha festividad, con promociones que van desde finales de agosto o principios de septiembre hasta el 31 de octubre, ya que sus temas pierden fuerza rápidamente una vez que finaliza la festividad, y la publicidad empieza a concentrarse en la Navidad.

## Follaje

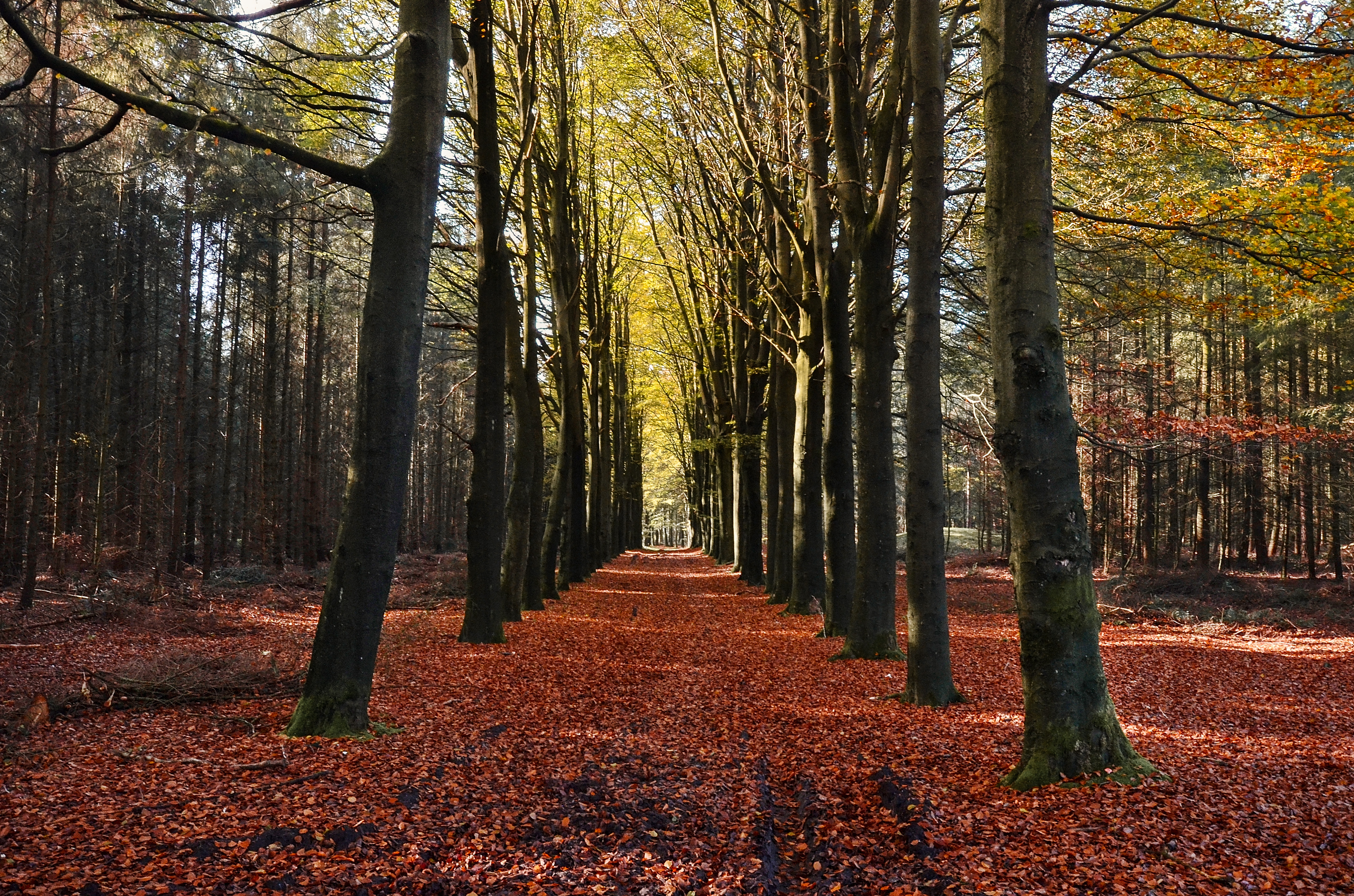
Bosque otoñal de árboles caducifolios con el suelo cubierto de follaje seco.

Durante esta estación la temperatura comienza a descender. Las hojas de los árboles caducifolios cambian su color verde por tonos ocres, hasta que se secan y caen ayudadas por el viento que sopla con mayor fuerza. Este cambio de color se observa más claramente en diversas regiones del mundo, como América del Norte, el Asia Oriental (incluyendo China, Corea y Japón), Europa, medio oeste, sudeste y sur de Brasil, zonas centro, sur y austral de Chile y Argentina así como al sur de Australia oriental y la isla sur de Nueva Zelanda.
Canadá y Nueva Inglaterra (en Estados Unidos) son destinos muy populares para observar el follaje otoñal.

## Tradiciones
Durante el otoño se desarrollan numerosas festividades. Las más conocidas son Halloween y el Día de Acción de Gracias, muy populares en Estados Unidos y Canadá. En España e Hispanoamérica septentrional el día más importante es el Día de Todos los Santos (día primero de noviembre) que, al igual que Halloween, era en su inicio una festividad de origen pagano vinculada al culto de los muertos. En países como México y más recientemente en Venezuela se festeja el Día de Muertos entre los días 28, 29, 30 y 31 de octubre y principalmente entre el 1 y 2 de noviembre, en respeto de los difuntos, donde se les recuerda con actividades como la quema de veladoras y de oraciones dedicadas a familiares y amigos que han fallecido.[cita requerida]

## En el arte y la cultura
- Antonio Vivaldi, compositor del Barroco italiano, incluyó el concierto "El otoño" en su ciclo Las cuatro estaciones (Concierto núm. 3 en fa mayor, Op. 8, RV 293, «L'autunno»).

### Alegorías del otoño en el arte plástico

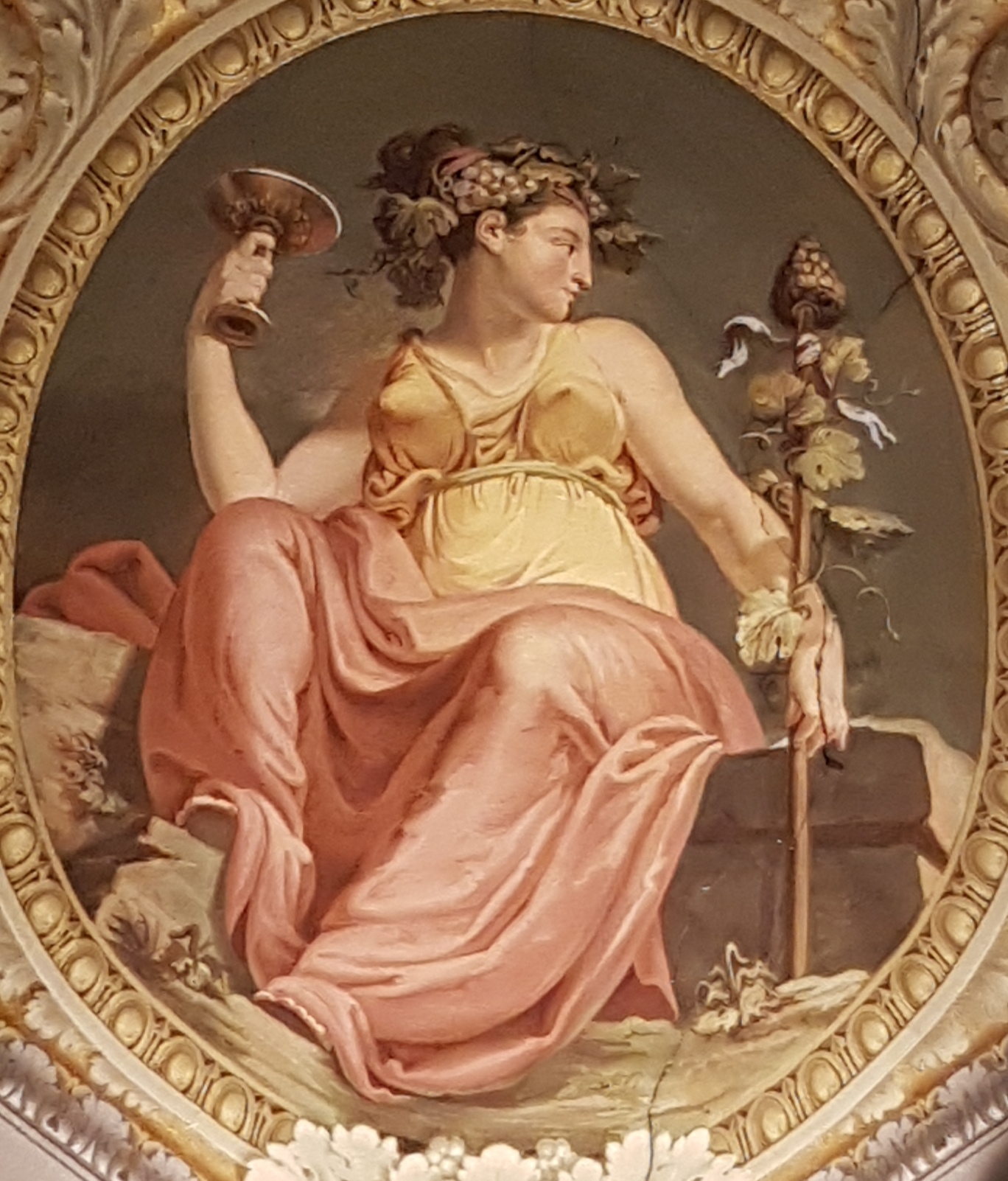
Otoño, de Giuseppe Collignon
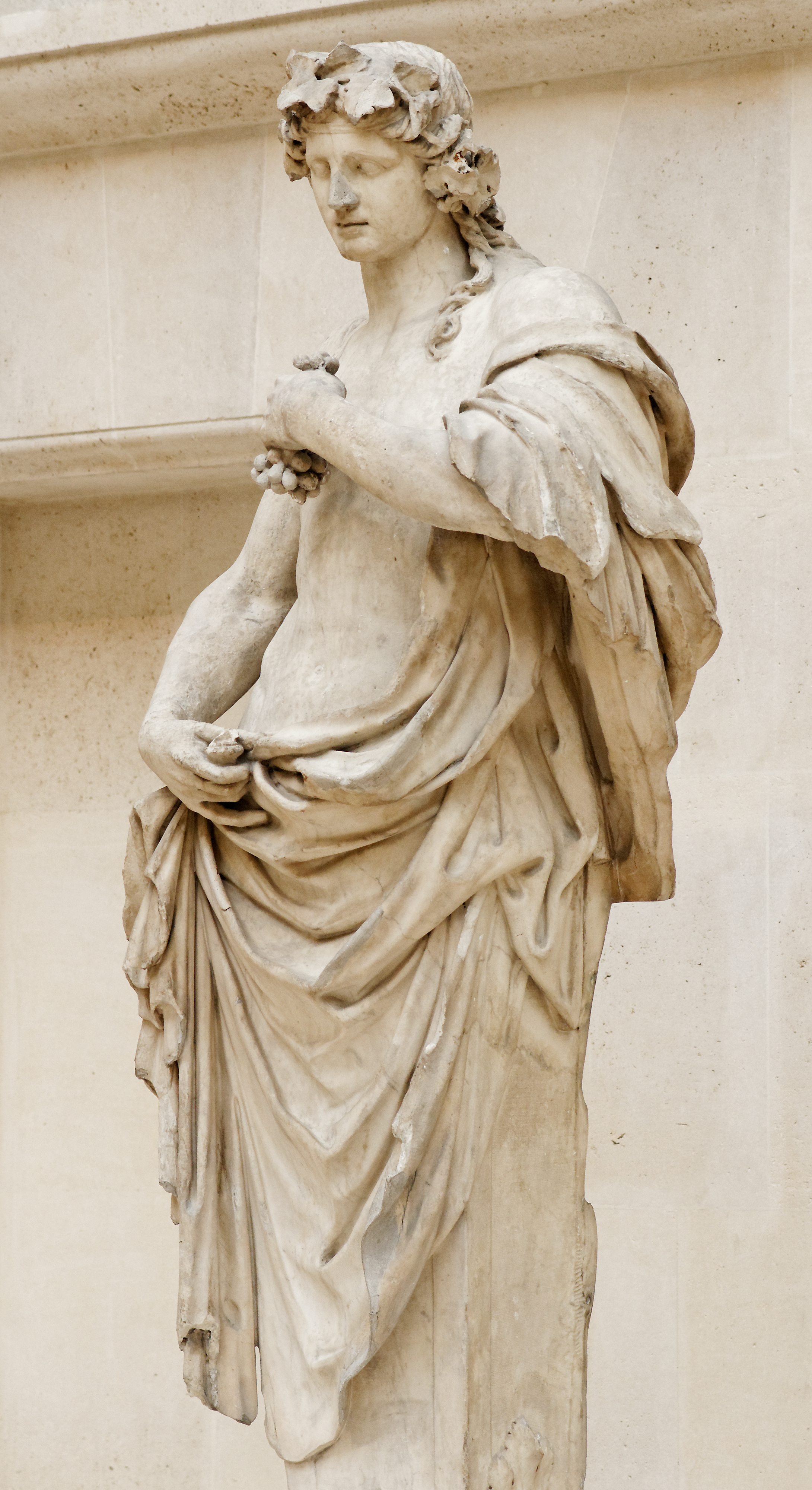
Otoño, de Pierre Le Gros el Viejo
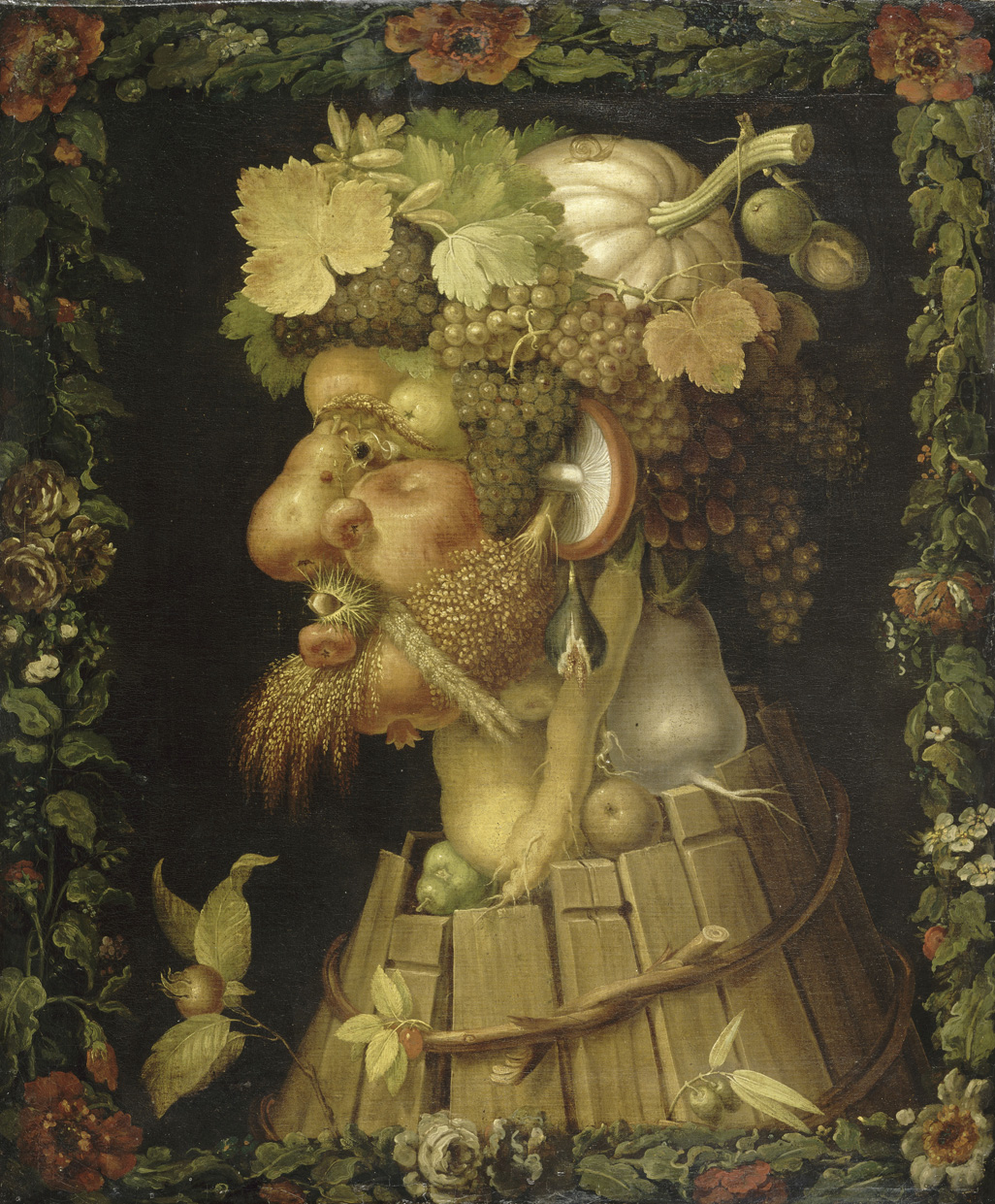
Otoño (1573), de Giuseppe Arcimboldo
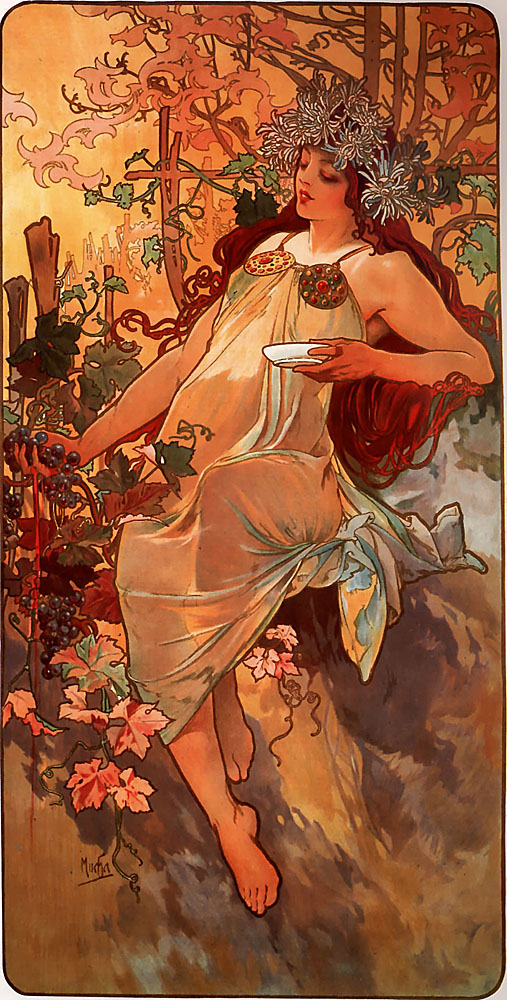
Otoño (1896), de  Alphonse Mucha
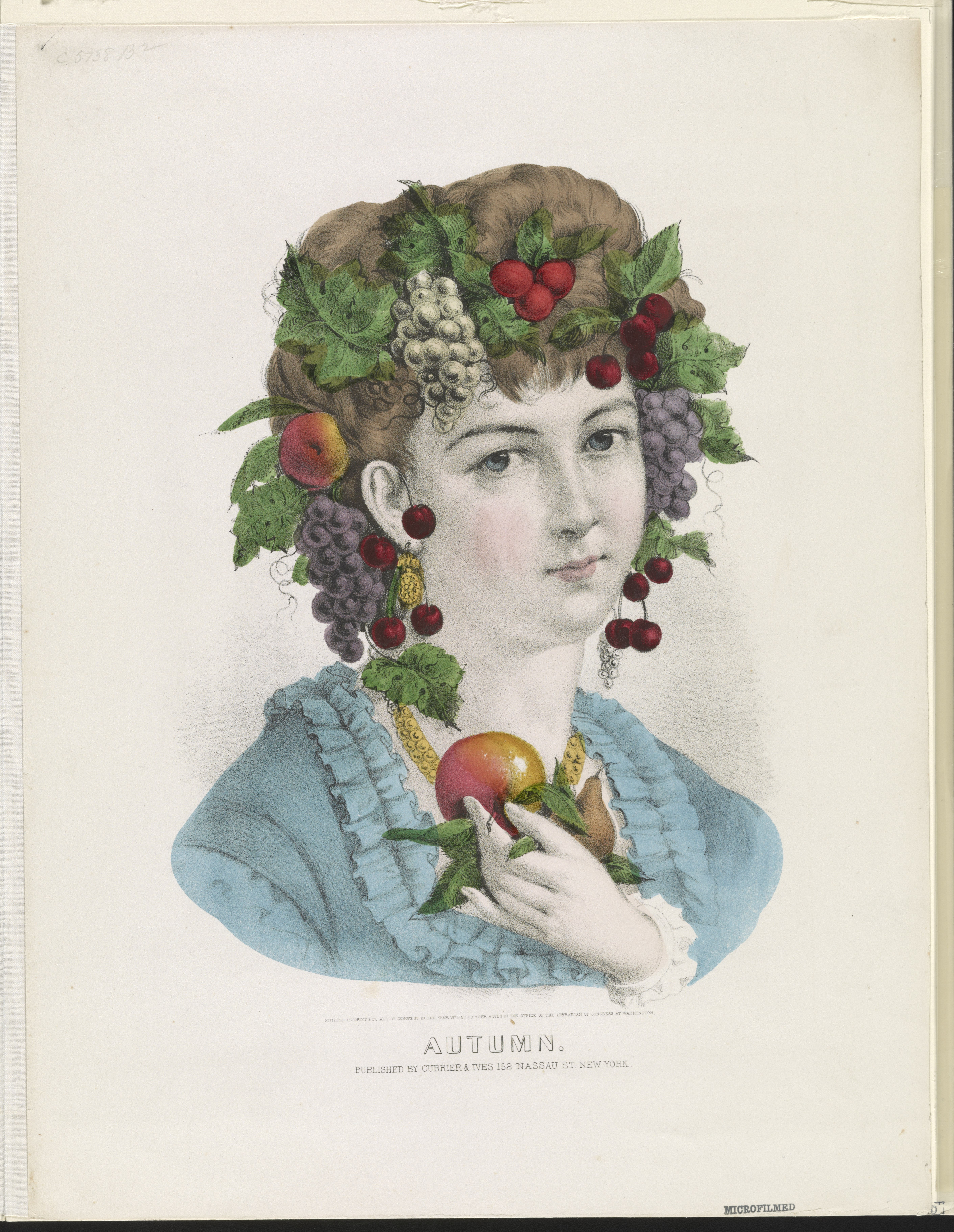
Otoño (1871), de Currier & Ives
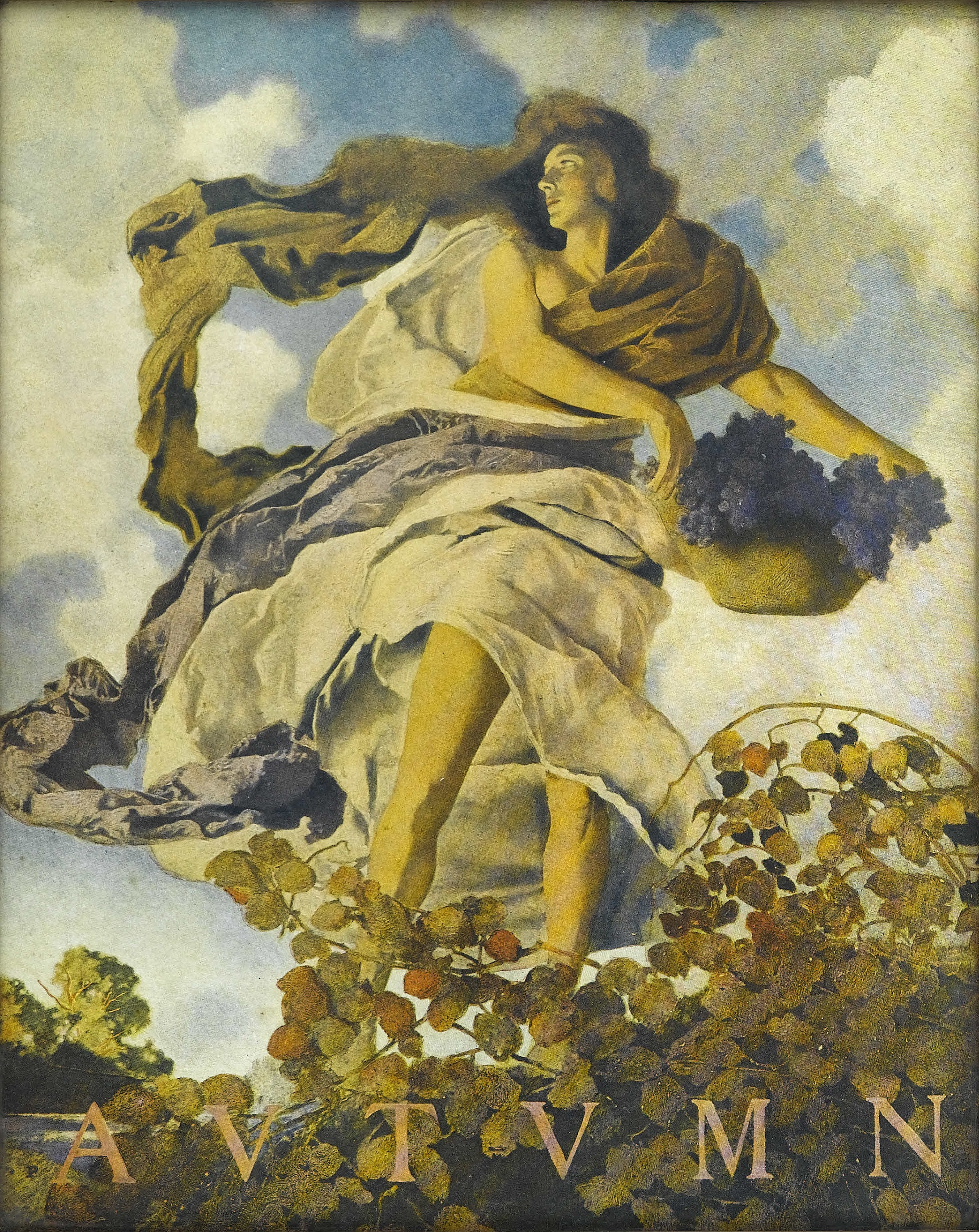
Grabado de 1905 de Maxfield Frederick Parrish sirvió de ilustración al poema de John Keats Otoño